# Instytut Polski w Tel Awiwie
Instytut Polski w Tel Awiwie (hebr. המכון הפולני בישראל) – podlegający Ministerstwu Spraw Zagranicznych RP instytut zajmujący się upowszechnianiem polskiej kultury, wiedzy o historii oraz dziedzictwie narodowym w Izraelu, a także promocją współpracy w dziedzinie kultury, edukacji, nauki oraz życia społecznego.
Instytut został założony w 2000 z inicjatywy MSZ, na podstawie porozumienia międzypaństwowego z 1991. Jego założycielką i pierwszą dyrektorką – do 2005 – była Agnieszka Maciejowska. 
Instytut organizuje liczne przedsięwzięcia, kursy języka polskiego, odczyty, prowadzi bibliotekę z czytelnią. Wewnątrz znajduje się również wystawa. W 2003 instytut wydał napisana przez Jorama Bronowskiego pierwszą w języku hebrajskim książkę na temat historii Polski pt. Sipurah shel Polin „bat 1000 shanim" (drugie wydanie w 2006 dokończone przez ambasadora Polski w Izraelu Macieja Kozłowskiego).
18 października 2007 nastąpiło uroczyste otwarcie nowej siedziby Instytutu.

## Dyrektorzy
- 2000–2005 – Agnieszka Maciejowska
- 2005–2009 – Elżbieta Frister
- 2010–2012 – Joanna Stachyra
- 2012–2017 – Krzysztof Kopytko(inne języki)
- 2017–2020 – Joanna Hofman
- 2020–2022 – Katarzyna Dzierżawska (p.o. dyrektora)
- 2022–2023 – Anna Raduchowska-Brochwicz (p.o. dyrektora)
- 2023–2024 – Magdalena Kusztal[3]
- 2024 – Anna Raduchowska-Brochwicz (p.o. dyrektora)
- 2024–2025 – Adam Sadownik (p.o. dyrektora)[4]
- od 2025 – Magdalena Kukuła[5]